# 龍王傳說
《龍王傳說》（日语：レジェンズ 甦る竜王伝説），是講述一種名為傳說獸王的怪物和四個小朋友的故事。動畫由大地丙太郎監制，Studio Gallop製作，於2004年發行，共50集。

## 故事簡介
從遠古時代起，傳說有一種名為傳說獸王的怪物，會在文明的黃昏時份出現，發動傳說獸王戰爭。21世紀，隨住封印著傳說獸王的靈魂精靈被黑暗天才公司所發現，故事亦隨即展開。
故事發生於紐約，布朗奇連一零一小學的松谷修造在棒球比賽中三振出局，令球隊失利。回家的路上碰巧遇上專業研發玩具的爸爸，從父親手上得到一個新研發的玩具-龍王生命器。龍王生命器是一個能放射全息影像的玩具，玩家可以利用全息影像投射的怪物進行對戰，在各地掀起熱潮。不久，三個來自黑暗天才公司的人來到修仔面前企圖奪取修仔的龍王生命器，更使用另一個龍王生命器呼喚出一群怪物。修仔被他們逼至無路可逃，決定將龍王生命器拱手相讓，卻發現龍王生命器一直追隨住他，而且忽然出現一隻奇怪的白老鼠。在危急關頭，修仔嘗試學習其他玩龍王生命器的同學的做法，大喊「回來！戰鬥！」一隻白色的巨龍從龍王生命器走出來！修仔從此與這條白龍結下不解之緣，故事亦隨即展開……

## 主要人物
松谷修造／修仔（配音員：（日本）岡村明美；（香港）黃麗芳）
風之勇者。性格開朗而且極其樂觀。喜愛打棒球，但球技欠佳。喜愛美女，因此經常讓美琪發怒。對豹紋款式情有獨鍾。憑著他獨特的性格和正面的思想而影響他身邊的朋友，於本作後期成立傳說獸王俱樂部，並創作了一首主題曲和打氣歌。
美琪·斯賓高／美琪（配音員：（日本）那須惠；（香港）林雅婷）
水之勇者。小時候十分內向而且甚少說出自己想要甚麼，後來被修仔的性格影響而改變。一開始十分討厭和懼怕傳說獸王，後來被蘇奧感動而願意成為他的勇者。
麥克·麥菲杜／麥克（配音員：（日本）鈴木真仁；（香港）黃玉娟）
土之勇者。十分喜愛吃漢堡包，喜愛大自然，擁有極高的情緒智商。一開始很懼怕加里安和土之勇者的身份，但當首次和加里安見面後便不再懼怕，反而感到十分親切。
狄魯·史巴斯／狄魯（配音員：（日本）南央美；（香港）袁淑珍）
火之勇者。於小時候媽媽便離他而去，於是成就了他內向，沉默的性格。棒球和鋼琴的好手，但只懂依照別人的話去做，缺乏創作能力。在遇到古里多和修仔後逐漸改變，也修補了和父親的關係。
晴香夏平（配音員：（日本）淵崎有里子；（香港）周文瑛）
是一名美女兼職教師，從小到大一直十分熱愛傳說獸王，更會收集和傳說獸王有關的東西，如羽毛、碎片之類。直至一次發現傳說獸王具有極大的危險性，甚至有機會影響修仔等人的安危，因此決定要負起保護他們的責任。後來為了讓傳說獸王離開修仔等人，更與蘭斯合作，不斷攻擊傳說獸王。可是，她發現原來離開自己多年的父親一直研究滅絕傳說獸王的方法，更為了達成目的不識犧牲她最心愛的媽媽。於本作最後，更為了拯救媽媽犧牲性命，但在時間倒流後得以幸存。
BB（配音員：（日本）天野由梨；（香港）盧素娟）
巴莉·布路曼也，是黑暗天才公司的職員。於本作前段經常收到指令去搶奪修仔的龍王生命器，但從未獲得成功。後來辭去了黑暗天才公司的工作，加入了鴨鴨玩具公司。於積巴域古甦醒製造騷亂時挺身而出。
J1 & J2（配音員：（日本）竹本英史 & 前田剛；（香港）黎景全 & 鄺樹培）
積克·莊信，是黑暗天才公司的職員。於本作前段經常收到指令去搶奪修仔的龍王生命器，但從未獲得成功。後來辭去了黑暗天才公司的工作，加入了鴨鴨玩具公司。於積巴域古甦醒製造騷亂時挺身而出。

## 傳說獸王
斯朗（配音員：（日本）井上和彦；（香港）鄧榮銾）
風龍，為四大傳說獸王之首，勇者為修仔，可變成指揮風龍。與蘭斯本為一體，當與蘭斯合體便會成為真正的風龍，能開通連接傳說獸王王國的通道，並能喚醒四大龍王。
絕技：龍卷風暴
指揮風龍絕技：龍卷風暴，雙重龍卷風暴，指揮風暴，指揮旋風，旋風撞擊
蘇奧（配音員：（日本）齋藤彩夏）
巨足，四大傳說獸王之一，勇者為美琪。內心善良，單純，對美琪十分好，可變身為指揮巨足。
絕技：冰電攻擊
指揮巨足絕技：天降雪人
加里安（配音員：（日本）土井美加；（香港）伍秀霞）
獅鷹獸，四大傳說獸王之一，勇者為麥克。擁有冷靜的頭腦，喜愛大自然。能隨意使出不同屬性的絕技，可變身為指揮獅鷹獸。
絕技：十字追魂，自然力量(火山，火球，風暴，巨浪，颶風)
指揮獅鷹獸絕技：隕石攻擊(和古里多合作使出)
古里多（配音員：（日本）山口祥行；（香港）馮錦堂）
烈焰龍，四大傳說獸王之一，勇者為狄魯，擁有強大的實力，而且不比斯朗逊色，可變身為指揮烈焰龍。
霹靂火焰，烈焰洪流，烈焰火炮，火焰炮彈，隕石攻擊(和加里安合作使出)
蘭斯（配音員：（日本）井上和彦；（香港）盧國權）
風龍，擁有預見未來的獨特能力。與斯朗本為一體，當與斯朗合體便會成為真正的風龍，能開通連接傳說獸王王國的通道，並能喚醒四大龍王。於本作前半段一直在黑暗天才公司指揮傳說獸王去行動，但後來被公司的CEO出賣。最終決定與積巴域古一同飛往宇宙同歸於盡，但以黑色小老鼠的形態存活了下來。
胡飛（配音員：（日本）中野裕斗；（香港）梁偉德）
狼人，本來一直被黑暗天才公司以靈魂精靈的形態封印，但後來被BB釋放。
絕技：土擊，氣流斬
里昂（配音員：（日本）前田剛；（香港）黃榮璋）
獅身怪，本來一直被黑暗天才公司以靈魂精靈的形態封印，但後來被BB釋放。
絕技：閃電羽毛，終極死光
小妖精
受黑暗天才公司的命令去奪取修仔的龍王生命器，手中持有鐵鎚作武器，眾多的小妖精可以合一而變得更大，最後被斯朗擊倒。
雷蟲
受黑暗天才公司的命令去奪取修仔的龍王生命器，口中可吐出綠色的液體作攻擊，被斯朗擊倒。
巨皇蟹
受黑暗天才公司的命令去奪取修仔的龍王生命器。口中可以吐出具溶化能力的泡沫，一直渴望回到大海，斯朗察覺此點並將他送回大海。
型鱷（配音員：（日本）石井康嗣；（香港）陳欣）
擁有鱷魚的外表但討厭別人稱他為鱷魚。因誤吃了黑暗天才公司的豬排飯而被逼和斯朗戰鬥。被斯朗的說話感動，最終辭去了黑暗天才公司的工作，從此視斯朗為大哥。
安娜（配音員：（日本）千葉千惠巳；（香港）曾佩儀）
原名快樂，受黑暗天才公司的命令去奪取修仔的龍王生命器，因而假裝成人類並成為修仔的新同學。後來發現自己愛上修仔，無法下手而未能完成任務。原本差點被BB以靈魂精靈的形態永久封印，但被斯朗救回，重獲自由。
絕技：旋風
爆炎巨人（配音員：（日本）松本吉朗）
受黑暗天才公司的命令去奪取修仔的龍王生命器，因烈焰龍的出現而被黑暗天才公司遺棄，後來成為艾度的搭檔。
貓仙（配音員：（日本）小林晃子；（香港）陸惠玲）
受黑暗天才公司的命令去找出入侵黑暗天才公司的人，擁有控制貓隻的能力，腳印能制造爆炸，紅色的腳印更能使一般人變成貓，被斯朗擊倒。
迷魂章魚（配音員：（日本）松山鷹志；（香港）梁志達）
受黑暗天才公司的命令去奪取修仔的龍王生命器，需要極長時間變身和回到龍王生命器。自稱RAP王，熱愛唱歌，喜歡美琪，被斯朗擊倒。
火精靈
只是用作引開斯朗注意力的餌，借此讓BB、J1、J2帶走麥克。
奇米拉
受黑暗天才公司的命令去奪取修仔的龍王生命器，能一分為四，被斯朗擊倒。
喪屍
黑暗傳說獸王，會令附近的植物全部枯萎，最終被斯朗，蘇奧，加里安合體時的強大力量消滅。
骷髏獸（配音員：（日本）鈴木清信；（香港）李錦綸）
黑暗傳說獸王，因在戰爭的風吹起時在地下水道而沒有回復獸性。
火蜥蜴
受黑暗天才公司的命令去奪取修仔的龍王生命器，能夠噴火作攻擊，被斯朗擊倒，後來當上鱷魚洞咖啡店的職員。
海怪
受黑暗天才公司的命令去活捉小老鼠型態的斯朗，能夠噴水作攻擊，被斯朗擊倒。
夜魔
黑暗傳說獸王，受黑暗天才公司的命令去教訓斯朗，被古里多擊倒。
絕技：空降隕石攻擊
暗獨角獸（配音員：（日本）三石琴乃）
黑暗傳說獸王，於上一次的傳說獸王戰爭害死古里多的上一位勇者，最終被古里多消滅。
絕技：末日射線，毀滅雷電，幻影森林
泥人
受蘭斯的命令去製造恐慌，目的是讓人類更討厭傳說獸王，被斯朗和蘇奧合作擊倒。
吸血魔（配音員：（日本）佐佐木望）
黑暗傳說獸王，名字是愛頓·方·喬特，受晴香的命令和斯朗戰鬥。能變身成另一個外貌，實力亦更強，被加里安擊倒。
絕技：漫天玫瑰，藍血陷阱
地獄獵犬
分別有紅，藍，黃，綠，桃紅五隻，被蘇奧擊倒。
絕技：圓圈之火
風之精靈阿陣（配音員：（日本）大津尋葵）
受晴香的命令去奪取斯朗頭上的帽子，被元素合成體(藍)發出的強大力量擊退。
絕技：跳舞旋風，旋風反射，沙漠風暴
暗雲巨人
受風之精靈阿陣的命令去和斯朗戰鬥，曾一度佔得上風，但被元素合成體(藍)擊倒。
雪人
受晴香的命令去和蘇奧戰鬥，但被蘇奧擊倒。
毀滅巨獸
受蘭斯的命令去不斷破壞，被元素合成體(藍)擊倒。
絕技：轟天巨角
侏儒
被小朋友以龍王生命器收回，變回靈魂精靈後被黑暗天才公司回收。
黃峰
被小朋友以龍王生命器收回，變回靈魂精靈後被黑暗天才公司回收。
石鳥
協助晴香越過大海嘗試破壞積巴域古的龍王生命器，更於關鍵時刻一直幫助晴香。
風之龍王
力量最強大的風傳說獸王，需要由風龍喚醒，是帶領戰爭的先鋒。
水之龍王
力量最強大的水傳說獸王，需要由風龍喚醒，是帶領戰爭的先鋒。
土之龍王
力量最強大的土傳說獸王，需要由風龍喚醒，是帶領戰爭的先鋒。
火之龍王
力量最強大的火傳說獸王，需要由風龍喚醒，是帶領戰爭的先鋒。
積巴域古（配音員：（日本）松山鷹志；（香港）陳曙光）
實力最強的傳說獸王，是人類不能實現的慾望、憎恨、恐懼和邪惡思想的黑暗面結集而成的實體。如果不管他，他會吞食地球，令地球毀滅。傳說獸王為了保衛地球，就一定要消滅積巴域古。
元素合成體(藍)
由斯朗、蘇奧、加里安合體而成，擁有強大的力量。
絕技：超級合成體大炮(與元素合成體(紅)合作使出)
元素合成體(紅)
由古里多、胡飛、里昂合體而成，擁有強大的力量。
絕技：超級合成體大炮(與元素合成體(藍)合作使出)
光之龍王
傳說能阻止傳說獸王戰爭的一條龍，其實也是元素合成體，由斯朗(與蘭斯合體後)、加里安和古里多合體而成。於最後化成一把光劍貫入積巴域古的體內。

## 主題歌
主題曲
（第1話 - 第49話）
作詞 - 大地丙太郎 / 作曲・編曲 - 太田美知彦 / 歌 - KYOKO
- 第50話沒有主題曲。
- 第26話前都是先播放部份動畫內容後才開始播放主題曲。由第26話開始，會先播放4位主角及4隻傳說獸王的動畫後，才開始播放主題曲。此外開場動畫亦出現變化。

香港粵語片頭曲
「龍王傳說」（改編第4話 - 第49話）
作詞 - 鄭櫻綸 / 作曲 Michihiko Oota・Akitarou Daichi / 編曲 - 鄧智偉、葉肇中 / 歌 - 高鈞賢
- 第50話沒有主題曲。
- 第26話前都是先播放部份動畫內容後才開始播放主題曲。由第26話開始，會先播放4位主角及4隻傳說獸王的動畫後，才開始播放主題曲。此外開場動畫亦出現變化。
- 重播時改於第1話 - 第49話播放粵語片頭曲。

片尾曲

作詞 - 阿久悠 / 作曲 - 都倉俊一 / 編曲 - 武藤星児 / 歌 - Brenda Vaughn（第1話 - 第37話）、山本リンダ（第38話 - 第49話）
（第50話）
作詞・歌 - 国分友里恵 / 作曲・編曲 - 岩本正樹
- 曾當作插入曲在第15話及第28話中使用。
- 鋼琴版本亦在劇中經常使用。

### 獎項
- 2006兒歌金曲頒獎典禮－－「十大兒歌金曲」-《龍王傳說》
- 新城勁爆兒歌頒獎禮2006－－「新城勁爆兒歌」-《龍王傳說》

## 各話列表
| 話數 | 標題 | 中文標題                          | 劇本       | 分鏡                | 演出     | 作畫監督                    | 播放日        |
| ---- | ---- | --------------------------------- | ---------- | ------------------- | -------- | --------------------------- | ------------- |
| 1    |      | 我可以呼喚風                      | 山田隆司   | 大地丙太郎          | 小野勝巳 | Lee Jong Kyoung             | 2004年 4月4日 |
| 2    |      | 腦裏面吹過一陣乾燥的風            | 山田隆司   | 渡辺けんじ          | 小野勝巳 | Shin Ki Cheul               | 4月11日       |
| 3    |      | 被巨型殺手蟹襲擊                  | 伊丹あき   | 桜ノ辻のぞみ        | 小野勝巳 | Lee Jong Kyoung             | 4月18日       |
| 4    |      | 做一條鱷魚應該做的事              | 池田眞美子 | 高林久弥            | 小野勝巳 | Kang Sung Ho                | 4月25日       |
| 5    |      | 鳥兒談戀愛令人心跳加速            | 江夏由結   | 菱川直樹            | 小野勝巳 | Shin Ki Cheul               | 5月2日        |
| 6    |      | 無論是任何地方都要潛入            | 桑畑絹子   | 渡辺けんじ          | 小野勝巳 | Lee Jong Kyoung             | 5月9日        |
| 7    |      | 我的寶貝玫瑰                      | 伊丹あき   | 細谷秋夫            | 小野勝巳 | Bang Seung Jin              | 5月16日       |
| 8    |      | 好熱好熱好熱呀                    | 山田由香   | 佐藤雄三            | 小野勝巳 | Shin Ki Cheul Kang Sung Ho  | 5月23日       |
| 9    |      | 一個好像貓的人                    | 桑畑絹子   | 奈須川充            | 小野勝巳 | Kim Jong Kun                | 5月30日       |
| 10   |      | 像一匹布那麼長的故事              | 山田由香   | 高林久弥            | 小野勝巳 | Shin Ki Cheul               | 6月6日        |
| 11   |      | 吃壽司和最厲害的傳說獸王          | 江夏由結   | 大地丙太郎          | 小野勝巳 | Lee Jong Kyoung             | 6月13日       |
| 12   |      | 八爪魚來了，這一次麻煩了          | 伊丹あき   | 渡辺けんじ          | 小野勝巳 | Bang Seung Jin              | 6月20日       |
| 13   |      | 聽到地球的慘叫                    | 桑畑絹子   | 小野勝巳            | 小野勝巳 | Lee Ju Hyun                 | 6月27日       |
| 14   |      | 為甚麼...怎會這樣...怎辦才好...   | 山田由香   | 宮下新平            | 小野勝巳 | Shin Ki Cheul               | 7月4日        |
| 15   |      | 風會知道答案                      | 山田由香   | 小野勝巳            | 小野勝巳 | Lee Jong Kyoung             | 7月11日       |
| 16   |      | 怎會這樣...爸爸當主角...          | 伊丹あき   | 宮下新平            | 小野勝巳 | Bang Seung Jin              | 7月18日       |
| 17   |      | 情緒的齒輪，很不暢順              | 江夏由結   | 桜井弘明            | 小野勝巳 | Shin Ki Cheul Lee Ju Hyun   | 8月1日        |
| 18   |      | 很多喪屍纏着人不放                | 桑畑絹子   | 宮下新平            | 小野勝巳 | Lee Jong Kyoung             | 8月8日        |
| 19   |      | 黑夜過後是黎明                    | 山田由香   | 小野勝巳            | 小野勝巳 | Bang Seung Jin              | 8月15日       |
| 20   |      | 第一次也是最後一次約會            | 伊丹あき   | 渡辺けんじ          | 小野勝巳 | Shin Ki Cheul               | 8月22日       |
| 21   |      | 小老鼠開始過橋                    | 江夏由結   | 宮下新平            | 小野勝巳 | Lee Jong Kyoung Lee Ju Hyun | 8月29日       |
| 22   |      | G和W還有Nicro Cyubon              | 桑畑絹子   | 玉野陽美            | 小野勝巳 | Bang Seung Jin              | 9月5日        |
| 23   |      | 和你一起仰望的夜空                | 山田由香   | 小野勝巳            | 小野勝巳 | Shin Ki Cheul               | 9月12日       |
| 24   |      | 嘿唷嘿唷talisdam完成了            | 伊丹あき   | 渡辺けんじ          | 小野勝巳 | Shin Ki Cheul               | 9月19日       |
| 25   |      | 過去的使者出現                    | 江夏由結   | 奈須川充            | 小野勝巳 | Lee Ju Hyun Bang Seung Jin  | 9月26日       |
| 26   |      | 困在象牙塔中無助的心              | 江夏由結   | 宮下新平            | -        | Shin Ki Cheul               | 10月3日       |
| 27   |      | 終於走到今天這一步了              | 桑畑絹子   | 小野勝巳            | -        | Lee Jong Kyoung             | 10月10日      |
| 28   |      | 我們在風中相會                    | 山田由香   | 渡辺けんじ          | -        | Lee Ju Hyun                 | 10月17日      |
| 29   |      | 傳說獸王俱樂部主題曲              | 伊丹あき   | 宮下新平 大地丙太郎 | -        | An Jae Ho                   | 10月24日      |
| 30   |      | 改變歷史的愛之歌                  | 江夏由結   | 宮下新平 大地丙太郎 | -        | Shin Ki Cheul               | 10月31日      |
| 31   |      | 追逐着它，令它飛翔                | 桑畑絹子   | 牛草健              | -        | Lee Jong Kyoung             | 11月7日       |
| 32   |      | 青春熱血小夜曲                    | 山田由香   | 小野勝巳            | -        | Lee Ju Hyun                 | 11月14日      |
| 33   |      | 加里安第一次吃大蒜                | 伊丹あき   | 宮下新平            | -        | Lee Jong Kyoung             | 11月21日      |
| 34   |      | 有三只牛來了                      | 江夏由結   | 小田原男            | -        | Shin Ki Cheul               | 11月28日      |
| 35   |      | 令人意外的行政總裁                | 桑畑絹子   | 小野勝巳            | -        | Lee Jong Kyoung             | 12月5日       |
| 36   |      | 爸爸你很能幹                      | 山田由香   | 大地丙太郎          | -        | Lee Ju Hyun                 | 12月12日      |
| 37   |      | 是誰把天空染色                    | 伊丹あき   | 小田原男            | -        | An Jae Ho                   | 12月19日      |
| 38   |      | 風終於要靜止的時候                | 伊丹あき   | 宮下新平            | -        | Shin Ki Cheul               | 12月26日      |
| 39   |      | 再看一次晴香的過去                | 江夏由結   | 宮下新平            | -        | 小林一幸                    | 2005年 1月9日 |
| 40   |      | 真正的斯朗燃燒起來了              | 桑畑絹子   | 小野勝巳            | -        | Lee Jong Kyoung             | 1月16日       |
| 41   |      | 街道的風消失了                    | 山田由香   | 小田原男            | -        | Lee Ju Hyun                 | 1月23日       |
| 42   |      | 風，請你吹向我吧                  | 伊丹あき   | 宮下新平            | -        | An Jae Ho                   | 1月30日       |
| 43   |      | 已經再沒辦法可以停止              | 江夏由結   | 小野勝巳            | -        | Shin Ki Cheul               | 2月6日        |
| 44   |      | 這個時候，另一方一面              | 桑畑絹子   | 桜井弘明            | -        | An Jae Ho                   | 2月13日       |
| 45   |      | 游泳，飛天，回旋                  | 山田由香   | 小田原男            | -        | Lee Ju Hyun                 | 2月20日       |
| 46   |      | 剩下的人都要加入                  | 伊丹あき   | 宮下新平            | -        | An Jae Ho                   | 2月27日       |
| 47   |      | 戰爭開始了                        | 桑畑絹子   | 小野勝巳            | -        | Shin Ki Cheul               | 3月6日        |
| 48   |      | 一定要由原路回去                  | 山田由香   | 小田原男            | -        | Lee Jong Kyoung An Jae Ho   | 3月13日       |
| 49   |      | 一起進入光芒裏                    | 伊丹あき   | 宮下新平            | -        | Lee Ju Hyun                 | 3月20日       |
| 50   |      | 隨風逝去 (忘記了的事都會留在心上) | 伊丹あき   | 大地丙太郎          | -        | Lee Jong Kyoung             | 3月27日       |

## 海外播映
| 翡翠台 星期六、日17:00 2005年12月17日-18日停播 2006年4月29日、5月7日停播 | 翡翠台 星期六、日17:00 2005年12月17日-18日停播 2006年4月29日、5月7日停播 | 翡翠台 星期六、日17:00 2005年12月17日-18日停播 2006年4月29日、5月7日停播 |
| ------------------------------------------------------------------------ | ------------------------------------------------------------------------ | ------------------------------------------------------------------------ |
|                                                                          | 龍王傳說 （2005年11月27日-2006年6月3日）                                 |                                                                          |
| 機械小立方                                                               | 陰陽大戰記                                                               |                                                                          |
| 翡翠台 星期六10:00 2007年6月30日、12月22日停播 2008年2月9日停播          |                                                                          |                                                                          |
| 高智能方程式 重播                                                        | 龍王傳說 重播 （2007年4月14日-2008年4月12日）                            | 怪傑佐羅力                                                               |

## 外部連結
- 龍王傳說官方網頁（日語）